# Rhopalopterum viride
Rhopalopterum viride är en tvåvingeart som först beskrevs av Roser 1840.  Rhopalopterum viride ingår i släktet Rhopalopterum och familjen fritflugor. Inga underarter finns listade i Catalogue of Life.